# Stuart Wilson
Stuart Wilson (* 25. Dezember 1946 in Guildford, Surrey) ist ein britischer Schauspieler.

## Werdegang
Wilson kam als Sohn eines Angehörigen der Royal Air Force zur Welt und im Zuge dessen viel herum. Im Laufe seiner Kindheit besuchte er 13 verschiedene Schulen und lebte an verschiedenen Orten auf der Erde. Nachdem sein Vater sich beruflich in Rhodesien niedergelassen hatte, zog Stuart zurück nach England, wo er in London mit der Schauspielerei anfing. Nach Engagements am Theater wirkte er zunächst in kleineren Fernsehproduktionen mit (u. a. verkörperte er den jungen Johann Strauss und den Vronsky in Anna Karenina). Ende der 1980er Jahre zog er dann in die Vereinigten Staaten, um in Hollywood sein Glück zu versuchen.
Den Durchbruch schaffte er 1992 mit der Rolle des korrupten Polizeibeamten Jack Edward Travis in Brennpunkt L.A. – Die Profis sind zurück. Seine Darstellung des rücksichtslosen Hauptbösewichtes war derart überzeugend, dass er in den kommenden Jahren andere gleich gelagerte Rollen bekam. So war er als Walter Marek in Flucht aus Absolom sowie als Don Raffael Montero in Die Maske des Zorro zu sehen.
Zwischenzeitlich ist Wilson aber auch wieder zu seinen Wurzeln zurückgekehrt und hat in Theaterproduktionen in London mitgewirkt.

## Filmografie (Auswahl)
- 1971: Dulcima
- 1972: Ein Leben im 3/4-Takt (The Strauss Family; Fernseh-Miniserie, 7 Folgen)
- 1975, 1978: Die Füchse (The Sweeney, Fernsehserie, 2 Folgen)
- 1976: Mondbasis Alpha 1 (Space 1999; Fernsehserie, Folge A Matter of Balance)
- 1976: Ich, Claudius, Kaiser und Gott (I, Cladius; Fernseh-Miniserie, Folge A God in Colchester)
- 1977: Anna Karenina (Fernseh-Miniserie, 10 Folgen)
- 1978: Dreckige Hunde (Who’ll Stop the Rain)
- 1979: Simon Templar – Ein Gentleman mit Heiligenschein (Return of the Saint; Fernsehserie, Folge Appointment in Florence)
- 1979: Der Gefangene von Zenda (The Prisoner of Zenda)
- 1980: Die Profis (The Professionals; Fernsehserie, Folge Slush Fund)
- 1982: Ivanhoe (Fernsehfilm)
- 1982: Einsatzkommando Seewölfe (The Highest Honor)
- 1984: Agentin mit Herz (Scarecrow and Mrs. King; Fernsehserie, Folge Our Man in Tegernsee)
- 1985: Raoul Wallenberg (Wallenberg: A Hero’s Story; Fernsehfilm)
- 1985: Wetherby
- 1986: Die Wiederkehr des Sherlock Holmes (The Return of Sherlock Holmes; Folge The Second Stain)
- 1988: Nonni und Manni (Fernsehserie, 6 Folgen)
- 1989: Zugzwang
- 1991: Gefährlicher Charme (Her Wicked Ways; Fernsehfilm)
- 1992: Brennpunkt L.A. – Die Profis sind zurück (Lethal Weapon 3)
- 1993: Turtles III (Teenage Mutant Ninja Turtles III)
- 1993: Zeit der Unschuld (The Age of Innocence)
- 1994: Der Tod und das Mädchen (Death and the Maiden)
- 1994: Flucht aus Absolom (No Escape)
- 1994: Undercover Cops (Exit to Eden)
- 1996: The Rock – Fels der Entscheidung (The Rock)
- 1997: Rose Hill – Der Traum vom Wilden Westen (Rose Hill; Fernsehfilm)
- 1998: Die Maske des Zorro (The Mask of Zorro)
- 1998: Der Staatsfeind Nr. 1 (Enemy of the State)
- 2000: Vertical Limit
- 2000: Slow Burn
- 2000: Lushins Verteidigung (The Luzhin Defence)
- 2001: Gwyn – Prinzessin der Diebe (Princess of Thieves; Fernsehfilm)
- 2002: Dinotopia (Fernseh-Miniserie, 2 Folgen)
- 2004: Unstoppable
- 2006: Perfect Creature
- 2007: Hot Fuzz – Zwei abgewichste Profis (Hot Fuzz)
- 2007: Grindhouse
- 2008: Inspector Barnaby (Midsomer Murders; Fernsehserie, Folge The Magician’s Nephew – Der Wald der lebenden Toten[1])
- 2008: Spooks – Im Visier des MI5 (Spooks; Fernsehserie, 2 Folgen)
- 2014: Crossbones (Fernsehserie, Folge The Covenant)
- 2016: Marauders